# くるまマイスター検定
くるまマイスター検定（くるままいすたーけんてい）は、一般社団法人日本マイスター検定協会が主催する、自動車の知識に関する検定試験である。過去回では経済産業省が後援したこともあった

## 概要
「くるま」へ興味をもってもらうこと、「くるま産業」の発展等を目的とし、2013年8月20日に開催を発表。第一回は2014年3月16日に2級・3級が全国3会場で実施され、890名が志願した。そのうち受検者815名に対し、合格者556名となった。
第二回は2014年11月16日に1級とジュニア級を追加した4階級で実施され、会場も全国6会場に拡大された。645名が志願し571名が受検、合格者237名となった。最難関として登場した1級合格者は1名も居らず、趣味の検定としては異例の難易度となり話題になった。3級は入門級のためか、第一回、第二回ともに8割以上の合格率があった。
第三回は2015年11月29日に第二回と同様の4階級、全国6会場で実施された。（名古屋会場はトヨタ博物館）過去最高となる受検者1,303名、合格者855名となり、先回合格者が出なかった1級も全国で14名が合格した。他級についても合格率は高く、3級89.9％、2級55.4%、1級21.9%であった。
第四回は2016年11月27日に規模を拡大して全国10都市12会場で実施された。（札幌・横浜・富士スピードウェイ・広島会場が新設）受検者も大幅に増えて3,263名、合格者2,195名となった。合格率は3級94.2%、2級58.5%、1級28.1%であった。

## 試験
1級
2級合格者のみが受検可能。草創期の歴史から、くるまに関わる型式、名称、仕様、動向、モータースポーツ関連、モータースポーツでのドライバーの動向、くるまに関わる経済関連など全てにおいての最新情報まで、くるまに関わる全てのジャンルから幅広く問われる。
2級
くるまの歴史やモータースポーツや経済関連やくるまの最新情報その他、具体的な車種名や型式などが問われる。
3級
くるまに関する歴史や国内外メーカー、基本的なメカニズムなどが問われる。
3級プロ
3級と同じ問題を半分の時間で解く
ジュニア
街で見かける自動車メーカーや車種、交通ルールなど、くるま社会の一般的な知識が問われる。

## 公式ガイドブック
ベストカーを発行する講談社ビーシーより「クルマ情報自慢」という書籍が開催の都度、発売されている。

## 応援団
各回に応援団員と称される著名人が起用される。第８回では以下のメンバーが起用された
- 応援団長：テリー伊藤
- 応援団員：まるも亜希子、片岡英明、竹岡圭、石川真禧照
- アンバサダー：塚本奈々美

## 備考
トヨタ自動車を中心に業界内でも利用が進んでいる。民間資格のため公的な資格ではないが、履歴書にも記載が可能。特に自動車業界を受験する場合には記載される例もある。第四回は経済産業省や自動車技術会などが後援、トヨタ自動車や日産自動車、ルノー・ジャポンなどが協賛。第三回は経済産業省後援、トヨタ自動車協賛。
顔写真入り合格者カードも販売。